# Ендосперм

Плоди винограду із вказаним розташуванням ендосперму в насінині

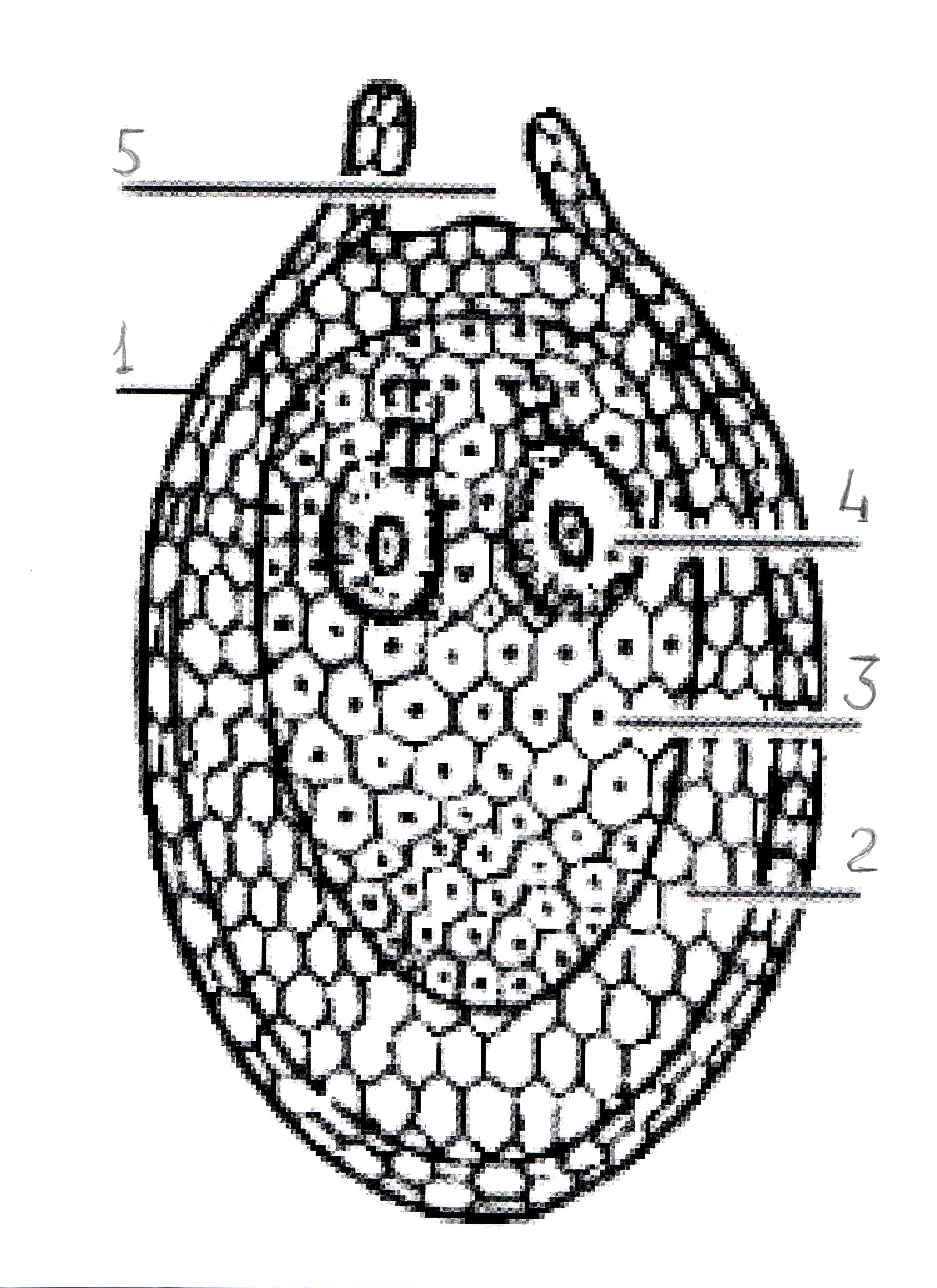
Схема сім'ябруньки: 1 — інтегумент;
2 — нуцеллус; 3 — Ендосперм; 4 — архегоній; 5 — мікропіле

Ендосперм — особлива тканина рослин, що заповнює зародковий мішок і нагромаджує поживні речовини, необхідні для розвитку зародка:
- Первинний ендосперм у голонасінних рослин.
- Вторинний ендосперм у покритонасінних рослин.

Ендосперм — найбільш поживна частина зерна, що становить 78-84% від його маси.
Ендосперм — триплоїдна запасальна тканина насіння, що формується у покритонасінних після злиття центрального ядра та одного з сперміїв.

## Будова
Клітини ендосперму ізодіаметричні, з тонкими стінками, виповнені поживними речовинами. Відповідно до основної форми накопичення поживних речовин і консистенції розрізняють ендосперм борошнистий, маслянистий, білковий (запасаються відповідно вуглеводи, ліпіди, білки). За цитологічною будовою розрізняють ендосперм нуклеарний (ядерний) і целюлярний (клітинний).

## Формування ендосперму
Формування ендосперму починається відразу після злиття спермія та центрального ядра, але розвиток нуклеарного, розповсюдженого у однодольних і частково дводольних, і целюлярного ендосперму різний.
В першому випадку початкові стадії поділу клітин, які відбуваються переважно в пристінному шарі, не супроводжуються закладанням клітинних стінок, а весь внутрішній вміст, разом із зародковим мішком, виповнюється цитоплазмою, багатою на поживні речовини. Класичним прикладом є насіння кокосової пальми. Таку ж консистенцію має ендосперм всередині зернівки злаків в так звану фазу молочної стиглості насіння. Після цього поділ клітин продовжується, але не лише в пристінному шарі, а й по всьому об'єму насінини, поділ відбувається одночасно із закладанням клітинних стінок (супроводжується цитокінезом), доки все внутрішнє середовище насінини не виповниться щільною запасаючою тканиною - ендоспермом.
При формуванні ендосперму целюлярної будови поділ ядер супроводжується поділом клітин.